# استئصال الكبد
استئصال الكبد هو استئصال جراحي (إزالة كل أو جزء) من الكبد. بينما يستخدم المصطلح غالبًا لإزالة الكبد من متبرع بزراعة الكبد، ستركز هذه المقالة على الاستئصال الجزئي للأنسجة الكبدية واستئصال الكبد الوعائي.

## التاريخ
تم الإبلاغ عن أول أستئصال جزء من  الكبد عن طريق الدكتور إيشيو هونجو (1913-1987) من جامعة كيوتو في عام 1949،  والدكتور جان لوي لورات جاكوب (1908-1992) من فرنسا في عام 1952. في الحالة الأخيرة، كان المريض امرأة تبلغ من العمر 58 عامًا تم تشخيصها بأنها مصابة بسرطان القولون والمستقيم والتي انتقلت إلى الكبد.

## الاستخدام
يتم إجراء معظم عمليات أستئصال جزء الكبد لعلاج الأورام الكبدية، سواء الحميدة أو الخبيثة. تشمل الأورام الحميدة الورم الحميد في الخلايا الكبدية، ورم وعائي كبدي وتضخم عقدي بؤري. الأورام الخبيثة الأكثر شيوعًا (سرطانات) الكبد هي النقائل؛ تلك الناجمة عن سرطان القولون والمستقيم هي من بين الأكثر شيوعا، والأكثر عرضة للاستئصال الجراحي. الورم الخبيث الأكثر شيوعًا في الكبد هو سرطان الكبد. استئصال الكبد قد يكون أيضًا الإجراء المفضل لعلاج حصاة المرارة داخل الكبد أو الخراجات الطفيلية في الكبد. يتم إجراء عمليات استئصال الكبد الجزئي أيضًا لإزالة جزء من الكبد من متبرع حي للزراعة.

## التقنية
يعتبر استئصال الكبد عملية جراحية كبرى تتم تحت التخدير العام. يتم الوصول عن طريق فتح البطن، عادة عن طريق شق تحت الضلع («شيفرون»)، ربما مع شق خط الوسط (كالني أو «مرسيدس-بنز»). النهج الأمامي، أحد أكثر الأساليب ابتكارًا، أصبح أكثر بساطة من خلال مناورة الكبد المعلقة. قد تكون تشريح الكبد تشريحيًا، أي أن خطوط الاستئصال تتطابق مع حدود جزء وظيفي واحد أو أكثر من الكبد كما هو محدد في تصنيف Couinaud (راجع تشريح الكبد الوظيفي)؛  أو قد تكون غير تشريحية أو غير منتظمة أو «إسفين» التهاب الكبد. يفضل عادةً إجراء الاستئصال التشريحي بسبب انخفاض خطر النزف والناسور الصفراوي. ومع ذلك، يمكن إجراء عمليات استئصال غير تشريحية بأمان وكذلك في حالات مختارة.
عادة ما يتم إجراء مناورة برينجل أثناء عملية استئصال الكبد لتقليل فقد الدم إلى الحد الأدنى - ولكن هذا يمكن أن يؤدي إلى إصابة ضخه في الكبد بسبب نقص التروية. [بحاجة لمصدر]

## المضاعفات
النزيف هو أكثر المضاعفات التقنية التي تخشى ها وقد يكون سببًا لإعادة العملية العاجل. الناسور الصفراوي هو أيضا أحد المضاعفات المحتملة، وإن كان أكثر قابلية للإدارة غير الجراحية. المضاعفات الرئوية مثل الانكماش والانصباب الجنبي شائعة، وخطيرة في المرضى الذين يعانون من أمراض الرئة الكامنة. العدوى نادرة نسبيًا.
فشل الكبد يشكل خطرا كبيرا على المرضى الذين يعانون من مرض كبدي الكامنة. هذا هو رادع كبير في الاستئصال الجراحي لسرطان الكبد في المرضى الذين يعانون من تليف الكبد. إنها أيضًا مشكلة، بدرجة أقل، في المرضى الذين يعانون من أمراض الكبد السابقة (على سبيل المثال تكرار الاستئصال لورم خبيث في سرطان القولون والمستقيم).[بحاجة لمصدر]

## النتائج
تكون جراحة الكبد آمنة عند إجراءها بواسطة جراحين ذوي خبرة مع الدعم التكنولوجي والمؤسسي المناسب. كما هو الحال مع معظم العمليات الجراحية الكبرى، هناك ميل ملحوظ نحو تحقيق النتائج المثلى على أيدي الجراحين الذين يعانون من حالات عالية في مراكز مختارة (عادة مراكز السرطان ومراكز زرع الأعضاء). [بحاجة لمصدر][بحاجة لمصدر]
للحصول على أفضل النتائج، يجب مراعاة العلاج المركب مع العلاج الكيميائي أو البيولوجي المصاب بالمنطقة أو العلاج. قبل الجراحة، يمكن للعوامل السامة للخلايا مثل أوكسالبلاتين المعطاة بشكل منهجي لورم خبيث مستقيمي، أو التركيب الكيميائي لسرطان الخلايا الكبدية أن تخفض بشكل كبير حجم كتلة الورم، مما يسمح بعد ذلك بإجراء عمليات استئصال تزيل جزءًا أو جزءًا من الكبد فقط. يمكن أيضًا مساعدة هذه الإجراءات من خلال تطبيق مشبك الكبد (مشبك الكبد لين أو تشو؛ بيلينغ رقم 604113-61995) من أجل تقليل فقد الدم إلى أدنى حد.[بحاجة لمصدر]

## التسمية
كلمة «استئصال الكبد» مشتقة من اليونانية. الكبد  في اليونانيه اليوناني الهيبر واستئصال من الكلمة الإيكومو اليونانيه، التي تعني «الإزالة».